# Konrad Zwierzina
Konrad Zwierzina (* 29. März 1864 in Wien; † 18. März 1941 in Graz) war ein österreichischer Germanist.

## Leben
Der Sohn von Ladislaus Zwierzina, Bergwerksbesitzer in Mährisch-Ostrau, und Marie geb. Lutter, studierte Germanistik an der Universität Wien. Bei Richard Heinzel promovierte er 1886. Nach der Habilitation 1897 erfolgte 1899 die Berufung zum Ordinarius nach Freiburg im Üechtland, 1906 nach Innsbruck und schließlich 1912 nach Graz.

## Schriften (Auswahl)
- Iwein 3473 und Armer Heinrich 1046. Carl von Kraus zum 60. Geburtstag. Graz 1928, OCLC 604715047. mdz-nbn-resolving.de
- Schriftsprache als Mundart. Graz 1930, OCLC 40378400.